# Dodge Sidewinder

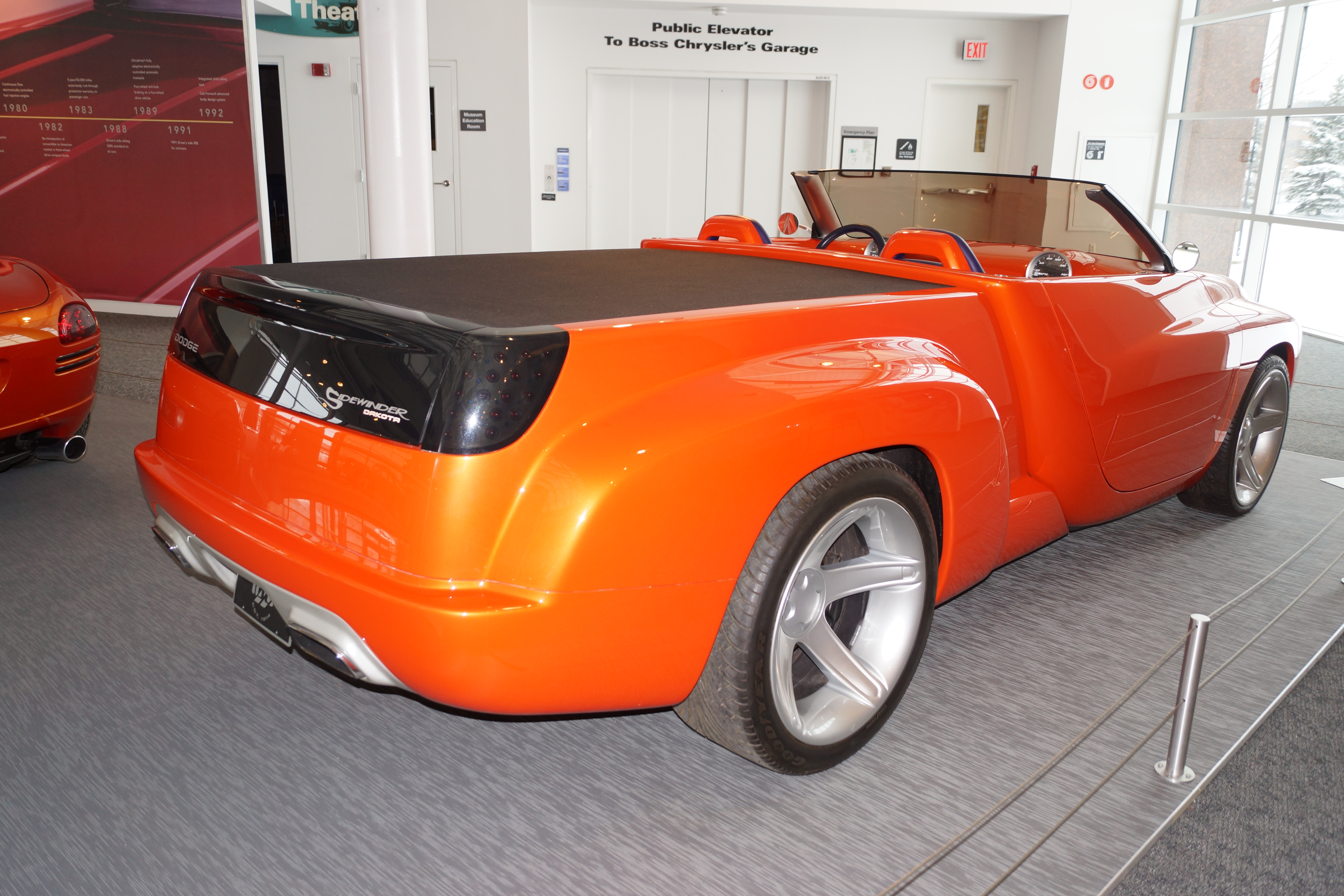
Dodge Sidewinder Heckansicht

Der Dodge Sidewinder war ein Konzeptfahrzeug der US-amerikanischen Automobilmarke Dodge, das 1997 von Dodge auf der SEMA Show in Las Vegas vorgestellt wurde. Der Name Sidewinder ist die englische Bezeichnung für die Seitenwinder-Klapperschlange.

## Übersicht
Das offiziell Dakota Sidewinder genannte Showcar war als sportlichere Variante des Dodge Dakota (2. Generation) entworfen worden, eine Serienproduktion war jedoch nicht vorgesehen. Die Idee von Dodge war, einen Pick-up mit einem Cabrio und dem Motor eines Rennwagens zu kombinieren. Das betont muskulös designte Konzeptfahrzeug sollte in der Tradition amerikanischer Hot Rods stehen.

## Technik
Das Fahrgestell des Sidewinders wurde speziell für das Showcar von Riley & Scott entwickelt. Der Motor des Sidewinders stammte aus der Chrysler Viper GTS-R. Der V10-Ottomotor mit acht Litern Hubraum leistete 648 PS (477 kW) und gab ein maximales Drehmoment von 719 Nm ab. Die Kraft wurde über ein 4-Gang-Automatikgetriebe auf die Hinterräder übertragen. Innerhalb der 21-Zoll-Vorder- und 22-Zoll-Hinterräder wurden Bremsen mit 15 Zoll Scheibendurchmesser montiert, die wegen der hohen Leistung nötig waren.
Der Wagen sollte in 3,9 Sekunden von 0 auf 60 mph (97 km/h) beschleunigen. Die angegebene Höchstgeschwindigkeit des Sidewinders lag bei 274 km/h (170 mph).